# Forbin
Forbin – jezioro w woj. kujawsko-pomorskim, w powiecie brodnickim, w gminie Brzozie, leżące na terenie Garbu Lubawskiego.

## Dane morfometryczne
Powierzchnia zwierciadła wody według różnych źródeł wynosi od 24,1 ha do 25,0 ha.
Zwierciadło wody położone jest na wysokości 81,8 m n.p.m. Średnia głębokość jeziora wynosi 7,8 m, natomiast głębokość maksymalna 18,0 m.
W oparciu o badania przeprowadzone w 2002 roku wody jeziora zaliczono do II klasy czystości i III kategorii podatności na degradację.

## Hydronimia
Według urzędowego spisu opracowanego przez Komisję Nazw Miejscowości i Obiektów Fizjograficznych (KNMiOF) nazwa tego jeziora to Forbin. W różnych publikacjach i na mapach topograficznych jezioro to występuje pod nazwą Forbir.